# Carl F.H. Henry
Carl Ferdinand Howard Henry, född 22 januari 1913, död 7 december 2003, var en amerikansk evangelikal teolog. Han fungerade som den förste chefredaktören för Christianity Today, som grundades för att tjäna som en akademisk röst för evangelikal kristendom och en utmanare till den liberala Christian Century.

## Biografi
Henry växte upp på Long Island, New York, som son till tyska immigranter, Karl F. Heinrich and Johanna Vaethroeder (Väthröder). Efter studenten 1929 började han arbeta som tidningsjournalist. Han studerade vid det evangelikala Wheaton College från 1935, där han tog sin magistersexamen. Här tog han starka intryck från Gordon H. Clarks religionsfilosofi. Han blev teologie doktor vid Northern Baptist Theological Seminary och tog därefter en filosofie doktorsexamen från Boston University 1949.
Under studietiden lärde han känna Helga som han gifte sig med 1940. Deras son Paul B. Henry var ledamot av den amerikanska kongressen, där han representerade Michigan, från 1985 till sin död 1993.

## Karriär
Henry var med om att grunda National Association of Evangelicals, och var med i deras styrelse i flera år samt bokredaktör för deras tidskrift United Evangelical Action.
Hans första bok utkom 1947, en debattbok med titeln The Uneasy Conscience of Modern Fundamentalism, som tog avstånd från liberalteologi och bevarade en läromässig fokus på Bibeln, men också från den fundamentalistiska rörelsens rigiditet och separatism. Boken etablerade Henry som en av de ledande evangelikala akademikerna. Samma år var han med om att, tillsammans med Harold Ockenga, Harold Lindsell och Edward John Carnell bygga upp Fuller Theological Seminary, som grundades av radioevangelisten Charles E. Fuller.
På initiativ av, och med stöd från, evangelisten Billy Graham, började Henry ge ut Christianity Today. Han var tidskriftens redaktör till 1968.
Han var 1978 med om att anta Chicago-manifestet om Bibelns ofelbarhet, som bejakade Bibelns ofelbarhet.
Henry's magnum opus bär titeln God, Revelation, and Authority, i sex band, och utkom 1976-1983. I detta drar han slutsatsen att ”om vi människor säger något uppriktigt om Gud kan vi göra det bara på basis av hans självuppenbarelse; allt annat tal om Gud är baserat på gissningar." I detta verk presenterar han sin egen version av kristen apologetik, där han inordnar sig i den presuppositionalistiska skolan.
Hans självbiografi, Confessions of a Theologian publicerades 1986.
Henry dog 2003 vid 90 års ålder.